# Atelornis pittoides
Atelornis pittoides là một loài chim trong họ Brachypteraciidae.

## Hình ảnh

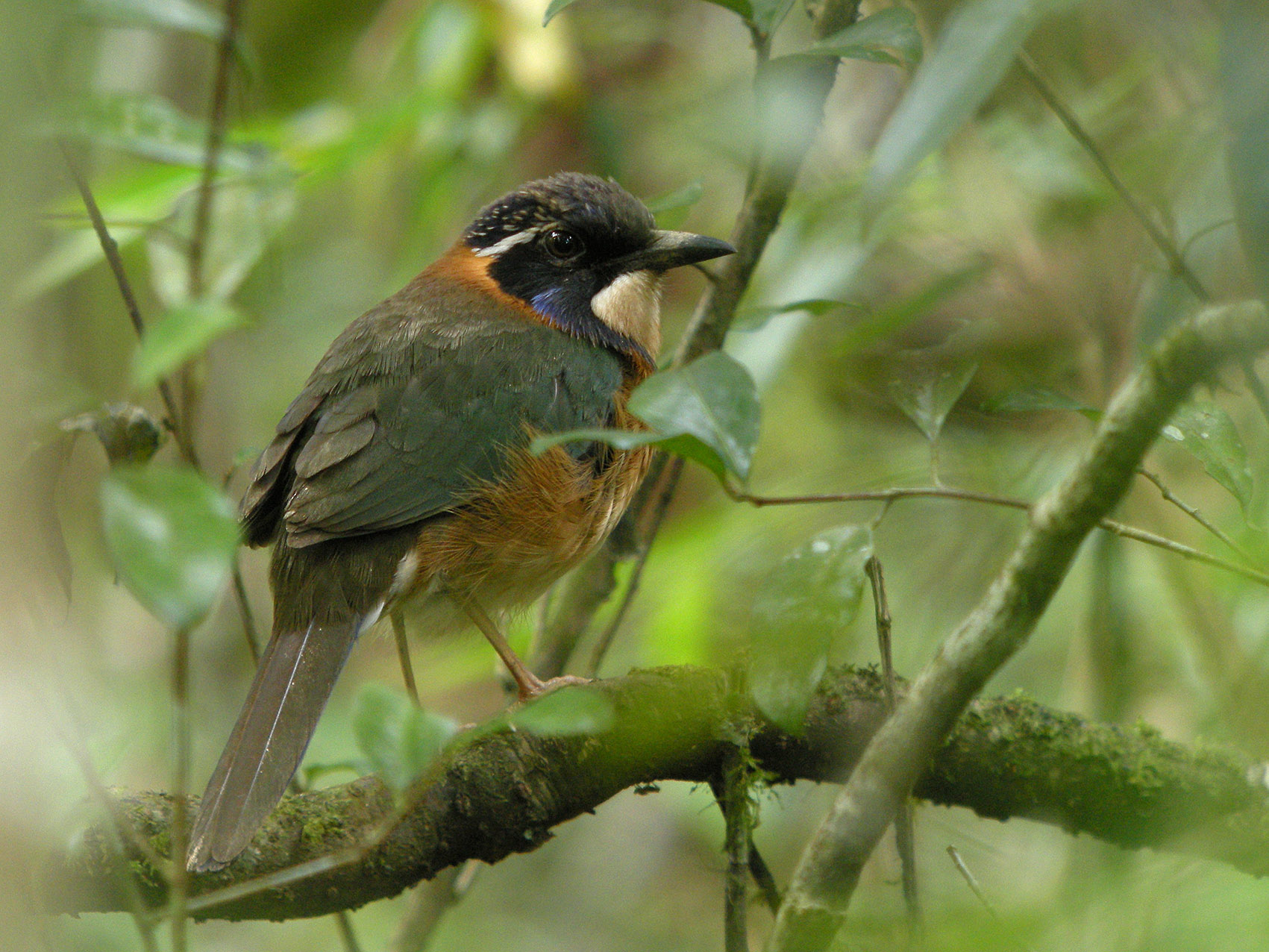
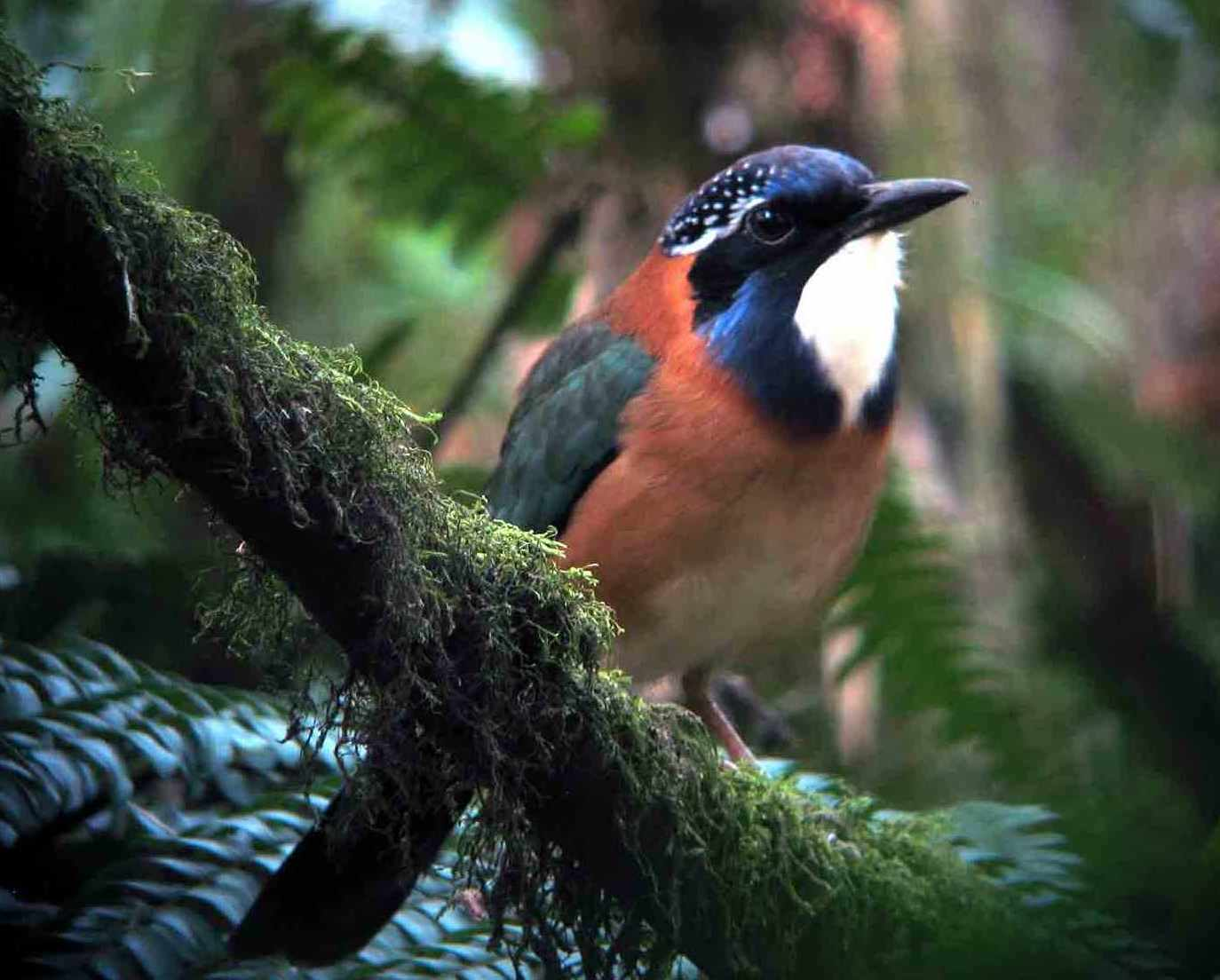
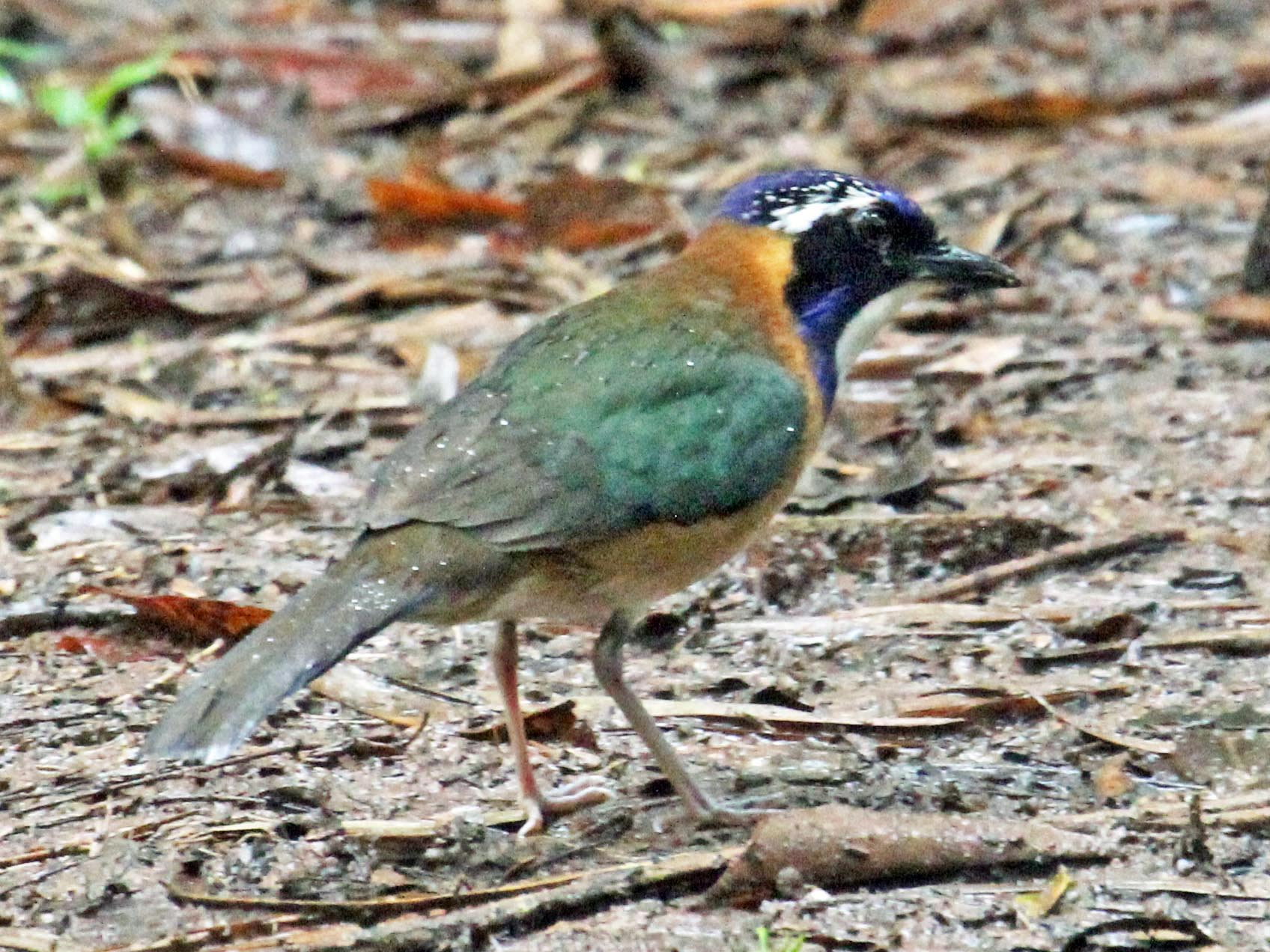